# Russia ai Giochi della IV Olimpiade
L'Impero russo partecipò ai Giochi della IV Olimpiade che si sono svolti a Londra dal 25 agosto all'11 settembre 1908, con una delegazione di 6 atleti impegnati in tre discipline.